# Thecla thargelia
Thecla thargelia är en fjärilsart som beskrevs av Hermann Burmeister 1878. Thecla thargelia ingår i släktet Thecla och familjen juvelvingar. Inga underarter finns listade i Catalogue of Life.